# Harîtînivka, Bârzula
Harîtînivka (în ucraineană Харитинівка) este un sat în comuna Balta din raionul Bârzula, regiunea Odesa, Ucraina.

## Demografie
Componența lingvistică a localității Harîtînivka
     Ucraineană (100%)
Conform recensământului din 2001, toată populația localității Harîtînivka era vorbitoare de ucraineană (100%).